# Hemitrella raggei
Hemitrella raggei är en insektsart som först beskrevs av Bhowmik 1981.  Hemitrella raggei ingår i släktet Hemitrella och familjen syrsor. Inga underarter finns listade i Catalogue of Life.